# Vilharjeva ulica (Maribor)

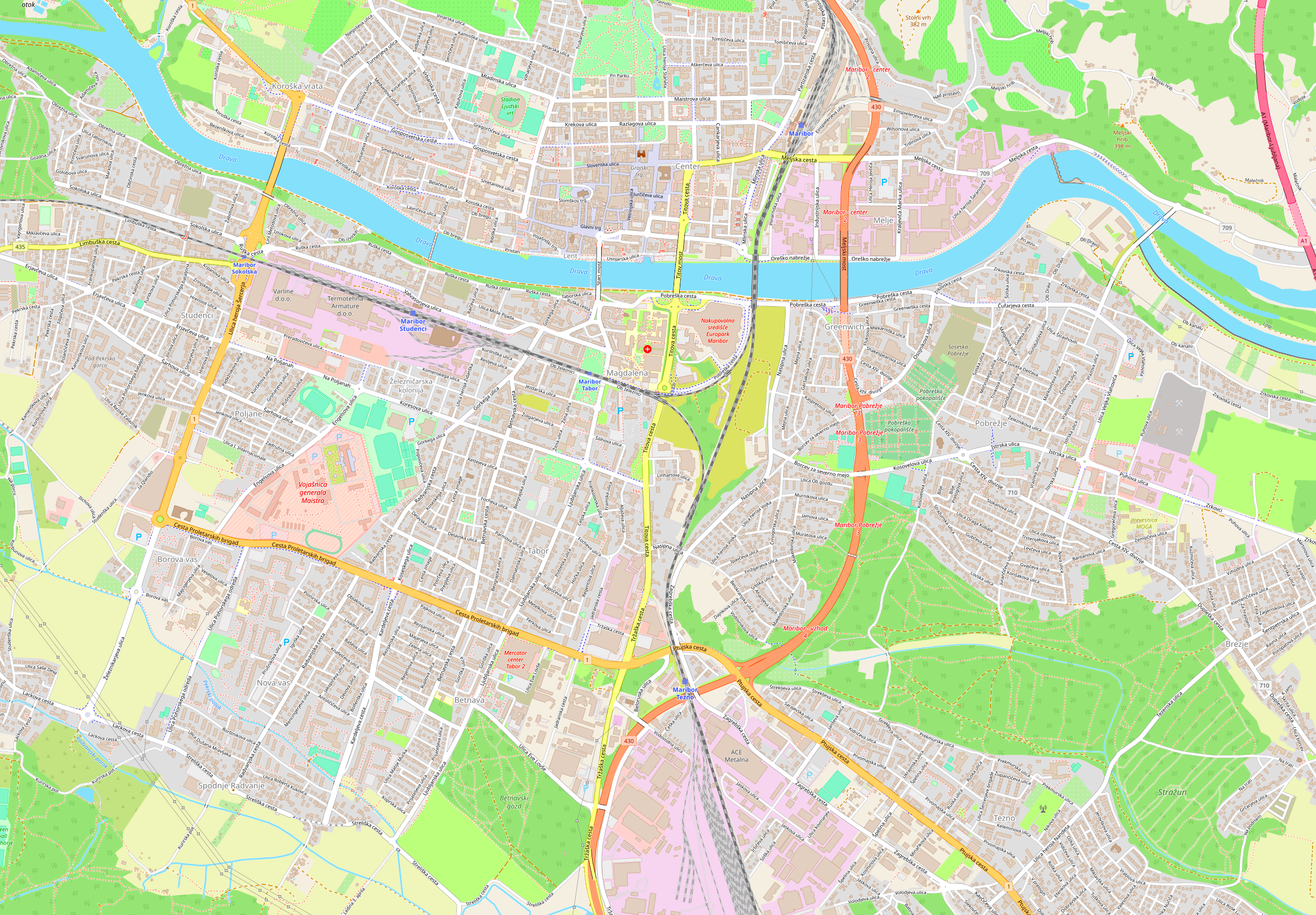

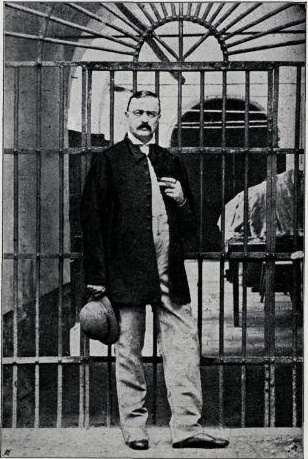
Miroslav Vilhar

Vilharjeva ulica (Vilhar-Gasse) ist der Name einer Straße im Stadtbezirk Koroška vrata von Maribor, Slowenien. Sie ist benannt nach dem slowenischen  Schriftsteller, Komponisten und Politiker Miroslav Vilhar (1818–1871).

## Geschichte
In den Jahren vor dem Ersten Weltkrieg wurde die im Mariborer Stadtplan von 1910 projektierte Straße  gegenüber dem Haupteingang zum damaligen Volksgarten (heutiges Ljudski-vrt-Stadion) in der Kärntner Vorstadt nach dem deutschen Dichter Ernst Moritz Arndt Arndt-Gasse genannt. 1919 wurde sie in Vilharjeva ulica (Vilhar-Gasse) umbenannt. Nach der deutschen Besetzung im Jahr 1941 wurde sie wieder in Arndtgasse umbenannt. Im Mai 1945 wurde der slowenische Name Vilharjeva ulica wiederhergestellt.

## Lage
Die Straße zweigt nördlich des Ljudski-vrt-Stadions von der Mladisnka ulica ab und verläuft nach Norden bis zur Vinarska ulica. 

## Abzweigende Straßen
Die Vilharjeva ulica quert die Kaminska ulica.

## Bauwerke und Einrichtungen
- Ljudski-vrt-Stadion